# Yangi Qalas flygplats
Yangi Qalas flygplats är en flygplats i Afghanistan. Den ligger i provinsen Takhar, i den nordöstra delen av landet, 300 kilometer norr om huvudstaden Kabul. Flygplatsen ligger 493 meter över havet. Närmaste större samhälle är Yangi Qala.